# Спасская сельская община
Спасская сельская общи́на (укр. Спаська сільська громада) — территориальная община в Калушском районе Ивано-Франковской области Украины.
Административный центр — село Спас.
Население составляет 5807 человек. Площадь — 234,3 км².

## Населённые пункты
В состав общины входят 6 сёл:
- Спас
- Липовица
- Луги
- Подсухи
- Погорелец
- Суходол